# マーサーアイランド
マーサーアイランド（英語:Mercer Island）は、アメリカ合衆国のワシントン州キング郡にある都市（島）。ワシントン湖南部の島「マーサー島」を市域とする。シアトル近郊の自然豊かな高級住宅街として知られており、人口は2万5748人（2020年）で、湖の中にある島としては米国内で最も多い。

## 地理
マーサー島はシアトルの東にあるワシントン湖南部中央に位置する。西対岸のシアトル、東対岸のベルビューとはそれぞれ橋で結ばれており、そこを通る州間高速道路90号線（I-90）が島を貫いている。島の面積は16.5km²。湖面も含めたマーサーアイランド市の総面積は34.0km²であり、およそ半分が水域となる。

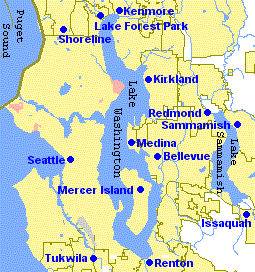
周辺地図

## 著名な住民
- ポール・アレン（マイクロソフト共同創業者）
- ノードストローム家（シアトルに本拠を置く米国最大級のデパートの創業家）
- ウェアーハウザー家（ワシントン州に本拠を置く北米最大級の材木業者の創業家）

その他にもマイクロソフト、スターバックス、Amazon.comなどシアトル都市圏に拠点を置く大企業の経営者、富裕層が多く居住している。

## 姉妹都市
- トノン＝レ＝バン（フランス・オート＝サヴォワ県）

## 島名の由来
島の名前は19世紀後半に最初に定住した一家の姓に由来する。